# Blancandrin
Blancandrin est un personnage légendaire figurant dans la Chanson de Roland ou Chanson de Roncevaux.
Blancandrin est dans cette œuvre, le serviteur et conseiller de Marsile. L'existence réelle de ce troubadour béarnais est controversée. La Chanson de Roland ne mentionne que peu les faits d'armes du compagnon intrépide de Roland.